# Assis Chateaubriand (Paraná)
Assis Chateaubriand is een gemeente in de Braziliaanse deelstaat Paraná. De gemeente telt 33.023 inwoners (schatting 2009).

## Aangrenzende gemeenten
De gemeente grenst aan Alto Piquiri, Brasilândia do Sul, Formosa do Oeste, Iporã, Jesuítas, Maripá Nova Aurora, Palotina, Toledo en Tupãssi.